# Alessandro Rizzi
Alessandro Rizzi (Castelnovo di Sotto, 26 dicembre 1973) è un fotografo italiano.
Conosciuto principalmente per i suoi lavori sulle più grandi città del mondo e per l'attivismo a favore della comunità afro-americana, è stato uno dei fotografi di punta dell'agenzia Grazia Neri insieme ad Alex Majoli, Paolo Pellegrin e Lorenzo Castore. I suoi libri sono collezionati al MoMA, Metropolitan Museum of Art, Oslo National Academy of Arts, Chicago SAIC J. Flasch Artists' Book Collection, Lafayette Art Books Collection, Swarthmore Art Books Collections.

## Biografia
Nel 1996 durante gli studi universitari in filosofia inizia a fotografare producendo i suoi primi reportage in Libano e Romania.
Nel 1999 conosce Grazia Neri ed entra a far parte dell'omonima agenzia iniziando un progetto di 5 anni sulle più grandi città del mondo poi culminato in Vision from Another World, libro pubblicato da Damiani Editore nel 2006 che lo rende noto a livello internazionale.
Nel 2002 vince il premio 3M italia come miglior fotografo italiano under 30. 
Nel 2003 la rivista Time Magazine lo inserisce tra i migliori trenta street photographer della sua generazione e nel 2004 Velvet Magazine lo dichiara uno dei 10 maestri della street photography.
Tra il 2005 e 2008 ha vissuto tra Cina e Giappone lavorando principalmente a Tokyo, Shanghai, Pechino, Hong Kong e Singapore. Nel 2009 ha vissuto 6 mesi all'interno dell'ospedale di Guiyang nella provincia cinese del Guizhou, da cui avvia un ampio progetto sulle culture delle minoranze etniche.
Nel 2010 vive e lavora alcuni mesi a Beirut collaborando con diverse istituzioni culturali e gallerie d'arte.
Nell'ottobre del 2014 viene invitato insieme a Peter Hugo e Narelle Autio a esporre al Museo Nazionale Romano, Terme di Diocleziano parte del suo lavoro South of the Lines, West of the Sun, dedicato alla citta’ di Tokyo e ispirato dalla narrativa di Haruki Murakami.
Nel dicembre 2014 a seguito degli scontri nella città di Ferguson (Missouri) e del nascente movimento per la difesa dei diritti civili della comunità afro-americana, Black Lives Matter, fotografa a Washington D.C la più importante marcia degli afro-americani dai tempi di Martin Luther King. contro le violenze della polizia.
Nel novembre 2015 pubblica con i tipi di Yard Press il primo libro della trilogia Sculptures sulla questione degli afro-americani che avrebbe dovuto essere presentata alla fiera internazionale "Paris Photo" il 14 novembre, poi annullata per gli attentati del 13 novembre.
Nel 2016 viene selezionato da Kaleid Edition Londra come uno dei trenta migliori artisti d'Europa grazie al suo libro Sculptures Vol. I, poi inserito nelle permanent art collection del MoMA, del Metropolitan Museum of Art, ed altri.
Nel 2018 ha fondato a Reggio Emilia, HomeforPhotography, una house-platform che accoglie progetti culturali tesi alla ricerca e allo sviluppo della fotografia autoriale italiana, da cui la collaborazione con il collettivo Cesura, presentata il 1º luglio 2018. Dallo stesso anno è professore presso l'Università di Arti Applicate e design di Bologna.
Vive e lavora tra Reggio Emilia e Hong Kong.

## Pubblicazioni
- Vision from Another World, Damiani Editore, 2006
- Above and Beyond, Biennale di Venezia 2015, Greta Edizioni
- Sculptures Vol I, Yard Press, Roma, 2016

## Mostre personali
- 1997 - Portogallo, Libreria all'Arco, Reggio Emilia.
- 2001 - Premio 3M Italia
- 2002 - Premio Mario Giacomelli - Milano, Galleria Grazia Neri
- 2007 - Vision from Another World, Cecilia Koo Gallery, Hong Kong
- 2010 - Calling the Shots, Q Contemporary Gallery - Beirut
- 2010 - A sud del confine a ovest del sole, Festival della Fotografia europea, Reggio Emilia
- 2013 - Theatre Translation, Festival della Fotografia europea, Reggio Emilia
- 2014 - Travel Routes in Photography, con Peter Hugo e Narelle Autio, Museo Nazionale Romano, Terme di Diocleziano
- 2015 -  Havana Journey, Museo di Palazzo Mocenigo, Venezia
- 2018 -  L'utopia dello Sguardo, La collezione di Fotografia Europea, Gualtieri, Reggio Emilia